# Astraptes jaira
Espèce
Astraptes jaira est une espèce de lépidoptères de la famille des Hesperiidae et de la sous-famille des Eudaminae.

## Dénomination
Astraptes jaira a été décrit par Arthur Gardiner Butler en 1870 sous le nom de Aethilla jaira ; il est également appelé Telegonus jariba jamaicensis (Williams, 1927),.

### Noms vernaculaires
Astraptes jaira se nomme en anglais Jamaican Flasher.

## Écologie et distribution
Astraptes jaira est endémique de Jamaïque,. 